# X-COM: Interceptor
X-COM: Interceptor (Chinees: 幽浮：太空攔截者) is een computerspel voor het platform Microsoft Windows. Het spel werd uitgebracht in 1998. Het spel speelt zich af in het jaar 2067. Het spel kan met de muis of het toetsenbord bestuurd worden.

## Ontvangst
| Beoordeeld door             | Datum            | Score |
| --------------------------- | ---------------- | ----- |
| PC Zone                     | 13 augustus 2001 | 87%   |
| Power Play                  | juni 1998        | 85%   |
| Power Unlimited             | juli 1998        | 85%   |
| PC Gameplay (Benelux)       | september 1998   | 82%   |
| PC Player (Duitsland)       | juni 1998        | 75%   |
| GameSpot                    | 24 juni 1998     | 75%   |
| PC Games (Duitsland)        | 3 juni 1998      | 72%   |
| PC Action                   | 17 juni 1998     | 68%   |
| GameStar (Duitsland)        | juni 1998        | 65%   |
| Computer Gaming World (CGW) | oktober 1998     | 50%   |